# Lovekiller
Lovekiller är titeln på en låt inspelad av artisten Darin. Låten, i mid-tempo med inslag av gospel, framfördes för första gången inför publik i Allsång på Skansen på SVT 1 den 13 juli 2010. Tidigare samma dag släpptes den både till radiospelning och digital försäljning.

## Låtskrivare och musikproducenter
Låten Lovekiller är skriven och producerad av Darin tillsammans med Tony Nilsson. De ligger även bakom Darins förra singel Can't Stop Love, en specialskriven hyllningslåt till kronprinsessan Victoria och prins Daniels bröllop den 19 juni 2010.

## Lovekiller - albumet
Darins femte album, med titeln Lovekiller, släpptes den 18 augusti. Det sålde guld, fler än 20.000 exemplar, första veckan. Albumet innehåller även de två singlarna You're Out Of My Life och Darins version av Coldplays Viva La Vida, vilka liksom Lovekiller har legat etta på iTunes samt toppat Airplay-listan över de mest spelade låtarna på svensk radio. Albumet nådde förstaplatsen på Sverigetopplistan den 3 september .
Samtidigt är Darin aktuell för årets säsong av Idol. Detta då han, återigen tillsammans med Tony Nilsson, har skrivit och producerat trailerlåten Microphone. Idol hade premiär på TV4 den 7 september.